# 新山宽柔中学
新山宽柔中学（英语：Foon Yew High School；马来语：Sekolah Menengah Foon Yew）是马来西亚柔佛州新山一所由华社出资创办的华文独立中学，于1913年建校（宽柔学校），由黄羲初、骆雨生、郑亚吉和陈迎祥创办。宽柔中学是全马最大型的华文独立中学，同时也是中国大陆和台湾以外规模最大，师生人数最多的华文中学。宽柔中学拥有3个校区，即新山校本部、古来分校与至达城分校，三校师生总人数超过1.4万人。其中至达城分校校区于2021年启用，同时也是目前马来西亚最新的华文独中校区。
宽柔中学在学术、体育、艺术等方面均取得亮眼表现，并连续3届取得教育部颁发的私立学校组 “五星级学校” 荣誉 ，其中2016年评估分数更为私立教育组第三高、华文独中第二高。虽然宽中采取 “单轨制” 教学模式，但近乎所有学生在应考独中统考外，也有报考校外公共考试，如大马教育文凭（SPM）。

## 教育方针
宽柔中学教学与行政媒介语以华语为主。德、智、体、群、美五育，乃宽柔中学一贯的办学方针，落实于教学与行政管理，取得均衡的发展。 宽柔中学实施通识教育．在编班制度方面，采用分段式混合能力编班，无缩短年限的精英班。 从初一到高中三阶段，华、国、英三种语言节数，每科接近七节，可谓三语兼顾，配合国情与社会的实际需要。 学生之升留级皆以校内学业成绩为标准，校外会考仅作为参考。此外，考试方面以全国独立中学统一考试为主，并辅导学生参加各项校外考试。

## 校徽[2]
三角形两边线条：红、黄、绿三色，象征万丈光芒，蓝色表示天空
国花：代表马来西亚
校名：用华、国、英文，表示学习三种语文
含义：我国宽中学生，学习三种语文，前途光明灿烂

## 名称由来
宽柔学校的校名取自《礼记•中庸》篇的句子：“十、子路问强。子曰：“南方之强与？北方之强与？抑而强与？宽柔以教，不报无道，南方之强也，君子居之。衽金革，死而不厌，北方之强也，而强者居之。”

## 楼宇[4]

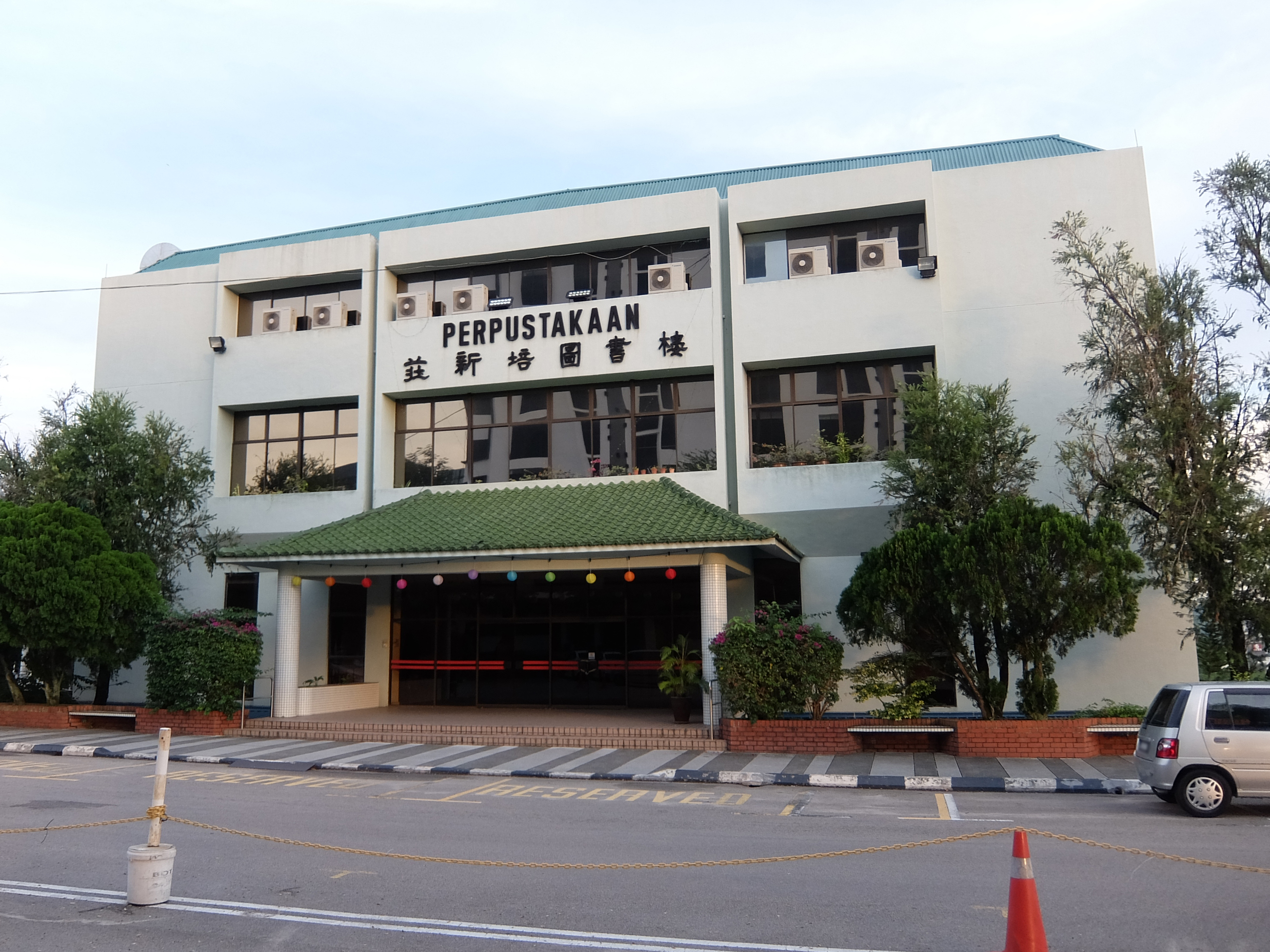
新山宽中庄新培图书楼

- 丹斯里高级拿督张俞昌及潘斯里高级拿汀程赛菊伉俪楼
- 富力楼
- 萧畹香楼
- 郑镜鸿楼
- 庄新培图书楼
- 新山福建会馆楼
- 乐群楼
- 敬业楼
- 行政楼
- 宽友楼
- 郭钦鉴楼
- 郭郑格如楼
- 孔子像
- 体育馆
- 巴士停车场
- 篮球场

## 校史
宽柔学校据说在义兴时代（1913年之前）就已存在。而以下事迹参考自官方网站及书籍。
已故东南亚史权威许云樵教授在1931年出版的『宽柔校刊』的发刊词中（《宽柔记事本末》第81页）曾经留下这样的叹语“宽柔创校整整18年头，在南洋一般学校中，虽不可谓不久，但以往的一切，竟很难考查”。
| 年份           | 事迹 |
| -------------- | --- |
| 1913年         | 黄羲初、骆雨生、郑亚吉和陈迎祥先生提议创办宽柔学校。5月18日正式开幕，校址设在直律街陈旭年先生住宅。校长是林木卿先生。 |
| 1917年         | 国民政府教育部把一幅刻有"南离敷教"的牌匾送给学校，这是为了表扬华侨即使南来，也不忘教育。（如今此牌匾正迹位于宽柔一小大礼堂，新山宽中文物室的牌匾为仿品） |
| 1918年         | 学校迁至直律街77号。 |
| 1919年         | 义兴公司把二万元捐给学校。直到今日，每年春秋二祭，学校董事都会前往明墓致祭。 |
| 1925年         | 建校初期，学校一直面对校舍不足的问题，因此，同年6月23日，宽柔董事黄羲初、佘柏川、郭钦端等人由新山徒步冒险到小笨珍筹款。由于当时的政府公路还未开辟，董事们受第二天才到达，这次活动共筹得四千余元。 |
| 1928年         | 在直律街校舍后面修建礼堂一座及教室八间。 |
| 1930年         | 新山树胶商会赠送一间砂厘屋作为临时教室。 |
| 1932年         | 陈合吉先生在明里南街黄甫田店铺倡办女校。 |
| 1937年         | 宽柔正式实行男女同校。 |
| 1938年         | 由于学生人数不断上升，于是在1938年商借徐文治先生与学校相邻的地段作为临时教室。二次大战期间，日军南侵，马来亚沦陷，宽柔学校蒙受重大破坏，被逼停办。 |
| 1945年         | 日军投降，史联对先生大力恢复学校旧观。随着人数的增加，校方开设了下午班，也增购邓康先生的房屋作为课室。 |
| 1947年         | 宽柔34周年校庆纪念。 |
| 1949年         | 由于课室不足，校方借中华公会、同源社及琼州会馆为临时课室，但仍然无法应付速增的人数。5月18日，董事会以每平方尺一角钱的价格购置新甘光（现址）地段进行扩建。 |
| 1950年         | 五月兴工建校，九月间落成。新建教室十二间、办公厅一座及教员宿舍一列。 |
| 1951年         | 由黄树芬先生倡议创办的初中部正式成立，并于该年迁入新校舍上课，王秀岩先生是首任校长。 |
| 1954年至1955年 | 校方先后兴建敬业楼与乐群楼课室。黄则吾先生受聘担任校长。1955年高中部正式开办。 |
| 1957年         | 马来西亚于8月31日擺脫英国殖民政府统治，成为一个独立自主的国家。在建设国家初始，政府为凸显马来文和英文教育的地位，在新颁布的《1957年教育法令》下，马来文小学被称为标准小学，英文、淡米尔文和华文小学被称为标准型小学，都获得政府给予全部津贴。马来文中学被称为国民中学，华文中学和英文中学被称为国民型中学，国民中学和国民型英文中学都获得政府全部津贴，国民型华文中学也可以继续获得部分津贴，但要得到全部津贴必须改为以英文为主要教学媒介语（即国民型英文中学），才可获得政府认可的主流学校地位，学校的教职工的薪金和开支由政府承担。該校董事会和校方坚持不接受改制，此举虽遭受各方面包括政府和政党的威迫和压力，仍于1957年12月18日在报章向全国宣布不接受改制为国民型英文中学的决定成为馬來西亞的第一所华文独立中学。           |
| 1958年         | 首任最高元首端姑阿都拉曼于1958年驾临該校。 |
| 1959年         | 王宓文受聘为校长。宽柔一小设于直律街；宽柔二小附设于宽柔中学；宽柔三小设于拉庆路新校舍，1963年，宽柔一小之下午班改为宽柔四小，各校另聘校长主持校政。 |
| 1963年         | 庆祝创校五十周年。此时，宽柔小学共有学生四千多人，中学亦达一千五百人，高中部分设文、理两科。花园与喷水池也落成。 |
| 1965年         | 董事会组织申请为非盈利有限公司。 |
| 1967年         | 8月31日，萧畹香先生主持宽柔大礼堂奠基仪式，9月1日，恭请柔佛州苏丹皇太子开幕。 |
| 1969年         | 国内政局不稳，造成学生人数大幅度减少。同年，郑忠信博士受聘为校长。接任之后，诸多兴革，加强工艺教育，增设劳作、烹饪、缝纫和打字课、组织军乐队，举行升旗礼。 |
| 1971年         | 步入70年代，为了容纳日益激增的师生，一栋栋的建筑物陆陆续续建立起来。同年，郑博士退休，由黄继翔接任校长。上任后，根据一九五八年宣布拟定的办学方针，制定施教方针，采取课程实际化，经济紧缩化政策。 |
| 1973年         | 学生人数增加，增设下午班。董事部决定拆除旧食堂，原址兴建四层楼新舍一座，命名为图书科学楼。 |
| 1974年         | 5月30日，图书科学楼由拿督刘南辉主持动土仪式，翌年六月落成。 |
| 1974年         | 拿督刘南辉为图书科学楼（暨今日的新山福建会馆楼与学生食堂）主持开幕与动土仪式。 |
| 1975年         | 开设专科班商学系，次年增设专科班马来学系。 |
| 1977年-1978年  | 拆除1950年代兴建的课室和教师宿舍，原址兴建一座Ｌ型专科楼兼工艺中心，3月16日，由郑格如居士主持动土礼。高中部开办纯商系。翌年，亦由郑格如居士主持开幕礼。 |
| 1980年         | 校方开始实施初一新生入学考试。由于教室不足，学生人数已经超过四千人，1981年校方于是又再兴建一座萧畹香楼。 |
| 1981年         | 萧畹香楼落成 |
| 1982年         | 校方开始引进电脑教学，校内各项行政工作逐步电脑化。 |
| 1983年         | 庆祝七十周年校庆，筹得建校基金七十万。 同年四月，扩建大草场及行人道，并且成立风帆队。 |
| 1985年         | 张拔川先生接任校长。《宽中人》正式创刊出版。 |
| 1987年         | 一座贯穿专科楼与畹香楼之间的行人天桥建成。同年，郭鹤尧董事长第2度被绑架，宽中董教学及校友五千多人出席集会，众人呼吁绑匪基于人道，从速释放郭先生。 |
| 1988年         | 庄新培图书馆落成 |
| 1990年         | 配合技职教育的发展，高中开办电子电工科。同一年，专科部商学系与马来文学系并入新成立的南方学院。 以"宽柔创校精神再出发"为口号的"薪传庚午"筹款运动，总共筹得100余万元。 |
| 1992年         | 宽柔学校夜间部复办。校方开始实施期考制度。 |
| 1993年         | 宽友楼落成，庆祝80周年校庆，主办学术展、食品市、娱乐市、宴会等，各区宽中协理也主办义宴、义谈、连同前年共筹得建校基金五百六十万元。 |
| 1994年         | 校方开始实施"教职员工绩效评估"制度。 |
| 1995年         | 电脑化的学生证正式推行。高二纯商班加入商业学与经济学课程。校园重新规划，竖立孔子像。同一年，該校与台北淡水商工高级职业学校缔结姐妹校。 |
| 1997年         | 校方设立文物室，收藏該校文物。 |
| 1998年         | 校方增设第二副校长。同一年主办"初一新生家长交流会"。 |
| 1999年底       | 宽中获准建分校。 |
| 2000年         | 庆祝87周年校庆，主办"820晚宴"。 |
| 2001年         | 学生宿舍郭郑格如楼正式启用。彭志伦先生接任校长。 |
| 2002年         | 纪念馬來西亞45周年国庆与宽柔创校89周年，校方主办"双庆之夜"表演。宽中古来校园举行动土礼。 |
| 2003年         | 学生活动中心大楼落成。以"九十不老，百年更新"为主题的90周年校庆活动展开。 |
| 2004年         | 該校董事北京教育考察团一行21人，于5月29日6月6日前后九天在北京和天津进行教育考察。 |
| 2005年         | 古来分校正式启用。初中一年级A组班级数学科采用英文课本，华语教学。《宽柔中学校刊》第四辑出版，起讫年代1995年至2004年。董教学台湾教育参访团一行36人，与6月2日至8日在台湾进行教育交流参访。计参访的院校有國立臺灣師範大學附屬高級中學、国立淡水商工职业学校、国立中正大学、实践大学、国立侨生大学先修班以及拜会侨务委员会。教育参访团此行的主要目的，是参加姐妹创校25周年校庆庆典及两校缔结为姐妹校10周年纪念的庆祝活动。8月5、6日举办第九届校庆运动会，宽中古来校园亦派队参加，从原有的红、黄、蓝、绿、白五队增多紫队，合计六队在赛场竞技。 |
| 2006年         | 第3次获全国华文独中统考高中组特优奖陈嘉庚杯。华乐团师生一行46人于8月19日至26日，首次赴华交流访问。第8届全国华文独中田径锦标赛在砂拉越古晋举行，首次以独中各校为单位派队与赛。該校获全场总冠军。 |
| 2007年         | 全体教职员接受ISO9001.2000品质管理系统培训。8月12日宽中古来分校举行落成开幕典礼。2007年度初一新生入学试报名人数高达5038人，缔造該校举办入学试有史以来的最高人数记录 |
| 2008年         | 該校连续3年，即2005年、2006年、2007年荣获全国华文独中陈嘉庚杯高中统考成绩特优奖，永久保存该奖杯。创校95周年校庆首次举办校庆园游会。创造并制作校庆吉祥物【95宽宽】。 |
| 2009年         | 第一副校长许宗森升任校长，第二副校长谢秀权担任副校长，教务主任江宁福兼任副校长。該校与新纪元学院联办《教育专业文凭课程》。5月，董事会通过并开始实行一个5年的网上教学计划，該校采用开放源码的Moodle系统为网上教学平台。8月14日及15日，庆祝创校96周年校庆，校庆主题为“宽柔情 百年心：大家e起来”。庆典上，全体学生宣誓朗读《宽柔中学学生信约》。创造并制作第二个校庆吉祥物『96柔柔』。8月15日，荣获私立教育组评为卓越学校（Sekolah Cemerlang）之一。2009年度初一新生入学试报名人数高达5633人，再造最高人数记录。宽柔校友在网上发动“救救宽柔中学危机”活动，准备在10月25日反对该校董事会召开特别会员大会（特大）。该特大将讨论三项重要议题：一、修改校方章程的相关条文；二、动用学校存款进行投资；三、洽购属于吴氏家族的LOT603地段。 |
| 2010年         | 該校合唱团在中国绍兴第6届世界合唱赛中，荣获民族乐组金奖、现代流行乐组银奖。8月27日及28日庆祝创校97周年校庆，中小学生宣读《宽柔学校学生信约》。创作第三个校庆吉祥物『97情情』。2010年度初一新生入学试报名人数高达5667人，再造最高人数记录。 |
| 2013年         | 宽柔庆祝百年校庆，获得时任首相纳吉口头允准宽中在至达城建设第二分校。 |
| 2015年         | 宽中至达城分校获准兴建，预计2021年开课。 |
| 2016年         | 宽柔中学新山校本部重新实施单班制，全校师生约6500人。9月30日，收到教育部正式批准函件允许建设第二分校。 |
| 2017年         | 宽中新山校本部12层新教学楼郭钦鉴楼竣工，内含教室20余间、教室办公室、美术室、电脑室、大型活动空间等。 |
| 2018年         | 配合宽柔学校创校105周年校庆，新山宽中推出“i宽柔”手机应用程序并更新官网设计，以提供更多管道予大众了解宽柔中学情况。 |
| 2019年         | 新山宽中推行“高三选修课”，开办多项精品课程如营销美学、基础法律等供学生选修。位于郭钦鉴楼的STEM教室启用，通过创客课程，以期提升学生的综合素养。2021年度初一新生入学考试首次招收至达城分校新生，新生将于隔年先在新山校本部上课，后年转至至达城分校新校区。 |
| 2020年         | 宽柔中学至达城分校首批600名新生暂时在新山校本部开课，并于隔年才转入新校区上课。 |
| 2021年         | 宽柔中学至达城分校启用，成为全国第二所华文独立中学分校。 |
| 2023年         | 三校正式启用班主任制，每周一至周四会有20分钟的“通识课”，由各班班主任授课。 |
| 2024年         | 因应社会需求与未来教育趋势，宽柔中学三校于2023年推行教学体制转型计划，并自2024年起逐步落实。原先“通识课”改为“品德与素养课”，每周进行两节课。 |
| 2025年         | 受AI合成不雅照事件影响，宽柔中学成立第三方独立调查小组及吹哨者机制，允许在籍学生与教职员实名举报学生及教职员的过失行为。 |

## 历任校长及董事长

### 現任校長
蔡劲雄，现任宽柔中学新山校本部校长，于国立东华大学人文社会科学学院取得历史学学士（B.A.），曾于《洄澜春秋》发表「评介王家俭著《李鸿章与北洋海军－近代中国创建海军的失败与教训》」等史学期刊研究，接任宽柔中学校长前，曾任新山校本部副校长。

### 历任校长[14]
- 第一任 王秀岩 1951-1953
- 第二任 黄则吾 1954-1958
- 第三任 王宓文 1959-1968
- 第四任 郑忠信博士 1969-1970
- 第五任 黄继翔 1971-1984
- 第六任 张拔川 1985-2000
- 第七任 彭志伦 2001-2008
- 第八任 许宗森 2009-2012
- 第九任 謝秀權 2013-2014
- 第十任 鄭美珍 2015-2022
- 第十一任 黄慧珠 2023-2024
- 第十二任 蔡勁雄 2025起

### 历任董事长
- 第一任 黄振杰 1950
- 第二任 黄树芬 1951-1953
- 第三任 李引卜 1954
- 第四任 李开通 1955-1956
- 第五任 曾崇文 1957-1960
- 第六任 萧畹香 1961-1962
- 第七任 黄庆云 1963-1971
- 第八任 叶金福 1972-1981
- 第九任 郭鹤尧 1982-1987，1990-1992，1996-1997
- 第十任 陈燕鸣 1989
- 第十一任 黄复生 1988，1993-1995
- 第十二任 林俊民 1998-2007
- 第十三任 陈伟雄 2008-2013
- 第十四任 童星存 2014-2019 ，2025-至今
- 第十五任 郑振贤 2020-2024